# سیارک ۱۹۹۲
سیارک ۱۹۹۲ (به انگلیسی: 1992 Galvarino، نامگذاری:1968OD) هزار و نهصد و نود و دومین سیارک کشف شده‌است که در ۱۸ ژوئیه ۱۹۶۸ کشف شد.
قدر مطلق سیارک برابر ۱۲٫۸۰ است.